# Spilosoma fujinensis
Spilosoma fujinensis är en fjärilsart som beskrevs av Fang 1981. Spilosoma fujinensis ingår i släktet Spilosoma och familjen björnspinnare. Inga underarter finns listade i Catalogue of Life.